# Thomas McKinnon Wood
Thomas McKinnon Wood (ur. 26 stycznia 1855 w Londynie, zm. 26 marca 1927) – brytyjski polityk, członek Partii Liberalnej, minister w rządach Herberta Henry’ego Asquitha.

## Życiorys
Był jedynym synem handlarza Hugh Wooda i Jessie McKinnon, córki wielebnego Thomasa McKinnona. Wykształcenie odebrał w Mill Hill School oraz w University College w Londynie. Kiedy jego ojciec utracił wzrok, Thomas przejął rodzinny interes. Wkrótce zainteresował się polityką. W latach 1892–1909 zasiadał w radzie hrabstwa Londyn jako reprezentant Central Hackney. W latach 1898–1907 był liderem Partii Postępu. W latach 1898–1899 przewodniczył radzie hrabstwa. W 1907 r. został mianowany aldermanem i był nim do 1909 r. W 1899 r. został zastępcą Lorda Namiestnika hrabstwa Londyn.
Wood bez powodzenia kandydował w wyborach parlamentarnych w okręgach Islington East w 1892 r., Glasgow St. Rollox w 1895 r. i Orkney and Shetland w 1902 r. Dopiero w 1906 r. uzyskał mandat z okręgu Glasgow St. Rollox. W kwietniu 1908 r. został parlamentarnym sekretarzem przy Radzie Edukacji. W październiku otrzymał stanowisko podsekretarza stanu w Ministerstwie Spraw Zagranicznych. W 1911 r. został finansowym sekretarzem skarbu i członkiem Tajnej Rady. W latach 1912–1916 był ministrem ds. Szkocji. Od lipca do grudnia 1916 r. był Kanclerzem Księstwa Lancaster i finansowym sekretarzem skarbu.
Thomas Wood nie wszedł w skład gabinetu Lloyda George’a sformowanego w grudniu 1916 r. Pozostał w Izbie Gmin do 1918 r., kiedy utracił mandat na rzecz Gideona Oliphanta-Murraya. W 1924 r. bez powodzenia startował w wyborach w okręgu Hackney Central. Zmarł w 1927 r.
Jego żoną była Isabella Sandison, córka Alexandra Sandisona, którą poślubił w 1883 r. Miał z nią sześciu synów i dwie córki. Dwóch synów i córka zmarli jeszcze za życia ojca.